# Ron Whittaker
Ronald Whittaker (Raleigh, 12 augustus 1971) is een Amerikaanse golfprofessional die actief is op de Web.com Tour. Hij was actief op de Sunshine Tour en de PGA Tour.

## Loopbaan
In 1995 werd Whittaker een golfprofessional en hij ging naar Zuid-Afrika waar hij zijn debuut maakte op de Southern Africa Tour, dat in 2000 hernoemd werd tot de Sunshine Tour. In zijn eerste golfseizoen behaalde hij met het FNB Players Championship zijn eerste profzege.
In 1996 keerde Whittaker terug naar de Verenigde Staten en hij maakte zijn debuut op de PGA Tour. Hij boekte geen successen en hij speelde ook af en toe op de Nationwide Tour, dat in 2012 hernoemd werd tot de Web.com Tour. In 1997 speelde hij alleen op de Nationwide Tour, maar hij kreeg wel op het einde van het seizoen een speelkaart voor de PGA Tour in 1998. Zijn volgende volledige golfseizoenen op de PGA Tour waren in 2006 en 2008. In 2007 behaalde hij op de Nationwide Tour zijn eerste zege door het Chattanooga Classic te winnen. Vanaf 2009 tot op het heden probeert hij een speelkaart te krijgen voor de PGA Tour, maar voorlopig geen succes.
In begin de jaren 2000 golfde Whittaker vooral op de Gateway & Tight Lies Tours waar hij in 2004 "speler van het jaar" werd. In 2000 golfde hij ook een volledige seizoen op de Sunshine Tour.

## Prestaties

### Professional
Sunshine Tour
| Nr. | Datum           | Toernooi                 | Score           | Score | Info  |
| --- | --------------- | ------------------------ | --------------- | ----- | ----- |
| 1   | 15 januari 1995 | FNB Players Championship | 68+64+68+70=270 | –18   | [ 2 ] |

Web.com Tour
- 2007: Chattanooga Classic